# Iridomyrmex gracilis
Iridomyrmex gracilis är en myrart som först beskrevs av Lowne 1865.  Iridomyrmex gracilis ingår i släktet Iridomyrmex och familjen myror.

## Underarter
Arten delas in i följande underarter:
- I. g. fusciventris
- I. g. gracilis
- I. g. mayri
- I. g. minor
- I. g. rubriceps
- I. g. spurcus